# 1692 în literatură
- 1691 în literatură — 1692 în literatură — 1693 în literatură

Anul 1692 în literatură a implicat o serie de evenimente semnificative. 

## Cărți noi
- Richard Ames - The Jacobite Coventicle, Sylvia's Complaint, of Her Sexes Unhappiness (ca răspuns lui Robert Gould)
- Richard Baxter - Paraphrase on the Psalms of David
- Gilbert Burnet - A Discourse on the Pastoral Care
- William Congreve - Incognita; or, Love and Duty Reconcil'd: A novel
- John Dryden - Eleonara
- Roger L'Estrange - Fables, of Aesop and other Eminent Mythologists
- Ihara Saikaku - Reckonings That Carry Men Through the World
- John Locke - Some Considerations of the Consequences of the Lowering of Interest and Raising the Value of Money
- George Savile, 1st Marquess of Halifax - Maxims of State
- James Tyrrell - A Brief Disquisition of the Law of Nature
- William Walsh - Letters and Poems, Amorous and Gallant
- Anthony à Wood -  Athenae Oxonienses, vol. ii.

## Decese
Format:1692